# Juegos de los Pequeños Estados de Europa de Andorra 1991
Los IV Juegos de los Pequeños Estados de Europa se celebraron en Andorra en 1991.

## Medallero

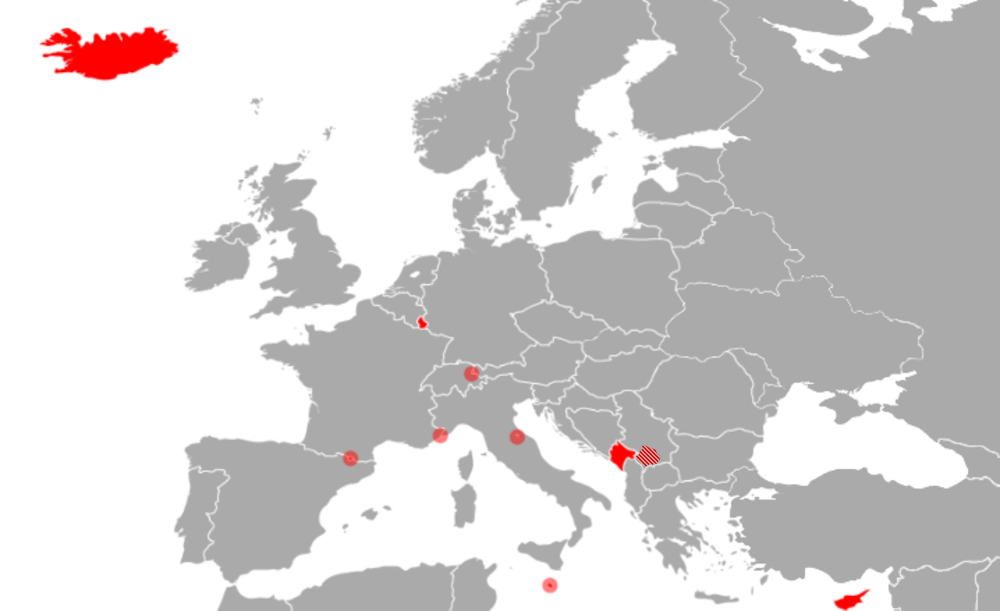
Estados participantes en la edición de 1991.

| Núm. | País          | Oro | Plata | Bronce | Total |
| ---- | ------------- | --- | ----- | ------ | ----- |
| 1    | Islandia      | 27  | 19    | 18     | 64    |
| 2    | Luxemburgo    | 23  | 22    | 15     | 60    |
| 3    | Chipre        | 22  | 16    | 23     | 61    |
| 4    | Mónaco        | 8   | 13    | 14     | 36    |
| 5    | San Marino    | 1   | 2     | 5      | 8     |
| 6    | Malta         | 1   | 2     | 4      | 7     |
| 7    | Andorra       | 0   | 5     | 9      | 14    |
| 8    | Liechtenstein | 0   | 3     | 3      | 6     |